# 彼得罗巴甫洛夫斯克级战列舰
彼得罗巴甫洛夫斯克级战列舰（俄语来源常称波尔塔瓦级战列舰），是俄羅斯帝國海軍在十九世纪末建造的一级3艘前無畏艦。三舰在建成后不久都派往旅顺港（俄方称亚瑟港）加入太平洋舰队旅顺分舰队（后来改称第一太平洋舰队）。首舰彼得罗巴甫洛夫斯克号长期作为太平洋舰队旗舰，在战争爆发两个月后即触雷沉没，成为俄国损失的第一艘主力舰。其余两舰参加了黄海海战，在旅順會戰中被日本陆军重炮击伤，二号舰波尔塔瓦号坐沉，三号舰塞瓦斯托波尔号则由俄军官兵自沉。
日军在攻下旅顺要塞后，将波尔塔瓦号打捞起来，加以改装，并改名为“丹後”，加入日本海军。至于塞瓦斯托波尔号，日军放弃了打捞利用的想法。第一次世界大战爆发后，日方将丹後重新售回俄国，由俄方改名为“切斯马”号继续使用，此后切斯马号数易其手，最终于1924年除籍退役。

## 背景
1882年，俄国通过了一个20年造舰计划，预定在20年内为波罗的海舰队建造16艘战列舰和13艘巡洋舰。这份不切实际的造舰计划完全无视了俄国自身经济脆弱的事实，在执行中很快就变得有名无实。1885年，在海洋技术委员会的多次游说下，该方案缩减到只建造9艘战列舰；尽管如此，由于资金严重不足、加上俄国工程实施一向拖拉的毛病，至1891年时仅仅完成了3艘（两艘亚历山大二世级旧式战列舰，以及一艘岸防战列舰甘古特号）。
1888年德皇威廉二世登基，随后德国对俄政策逐渐转向。德国的海上战略也变得更加富有攻击性，开始大量建造新式大型军舰；同时基尔运河工程也在持续进行。1890年，德国数次拒绝了俄国续签《再保險條約》的建议。俄国此前仅需面对北欧诸国的小规模海军，但现在开始逐渐感受到来自德国的海上压力。同年N. M. 齐哈乔夫海军中将提议，鉴于原造舰计划实施进度已经落后于原定时间表，为了加快进度，需要同时开工建造6艘一等战列舰、4艘二等战列舰和若干岸防战列舰，以凑齐计划所规定的舰艇数量。为此他提出要建造一级配备厚重装甲的一等战列舰，设计排水量1万0500吨，最大吃水深度7.9米，航速17節（31每小時），航程3,750海里（6,940），同时拥有较佳的适航性。由于在这段时间俄国各部门正忙着来回拉锯修改另一艘吨位较小的战列舰的方案（即伟大的西索伊号），海洋技术委员会的这份大型战列舰的方案受到的阻力比较小，进展速度反而比较顺利。
新战列舰方案选择在尼古拉一世号的基础上进行设计。尼古拉一世号从一开始就为了远洋航行而设计，适航性良好。1891年1月（俄历）海军部批准了第一份设计草案，这份方案基本上就是尼古拉一世号的放大版本，不同之处就是用上了法式筒状主炮炮塔，另外还有4座独立副炮炮塔。海洋技术委员会吸取了亚历山大二世号的经验教训，认为仅配备炮廓的副炮在高海况下几乎无法操作，于是仿照美国印第安納級戰艦的做法，将副炮布置在上层甲板，并且配备炮塔。由于新的副炮重量比较轻，使得全舰可以采用全通式甲板，获得比较高的乾舷。船体采用全尺寸水线装甲带，船体上部遵照法式设计呈一定程度的内倾，设计排水量为1万0960吨。
这一款新战列舰如果进展顺利，将会在性能上优于德国的勃蘭登堡級戰艦。俄国海军内对其很受重视，视其为未来几年的主力舰艇，在同年1月就在御前会议上为本级争取到了建造三艘的预算，甚至比更早立项、带有试验性质的伟大的西索伊号还要早上两个月。海军对此寄予了厚望，新的三艘战舰均采用十八至十九世纪俄国海陆军重要的战役名称作为舰名。
不过本级的具体实施方案在此后又几经修改，甚至到了1893年、已经开工建造了之后，又作了大幅度的修改，使得新战舰无论是外观还是内部结构都已经和母型大相径庭。在最初的设计稿中，主炮定为35倍径12英寸炮，而副炮选择了8英寸（203）炮。1893年，俄国人引进新式的法国加奈设计，将副炮全部改为加奈式6英寸（152）速射炮，主炮也更换为40倍径型号，火炮则改为采用伟大的西索伊号用的相同型号的炮塔。新炮性能比旧型号要更好，但俄国厂商引进生产需要不少时间，由此导致了不少延误。另外新6英寸炮比原案8英寸炮节省了一半的重量，由此省下的吨位可以再在舷侧添加4门6英寸炮。
海军部最初提出的航速指标是希望在强压通风下达到17節（31每小時），不过船体模型测试的结果表明最多只能达到16節（30每小時）。要想达到原定指标就需要重新修改设计方案，而海军已经不想再有耽搁，只能对航速作出了让步。随着各国海军普遍装备速射炮，新舰的上层船体也需要加强装甲防护，为此修订案相应缩短了水线装甲带的长度，两端仅配备穹甲甲板作为防护。

## 设计与概述

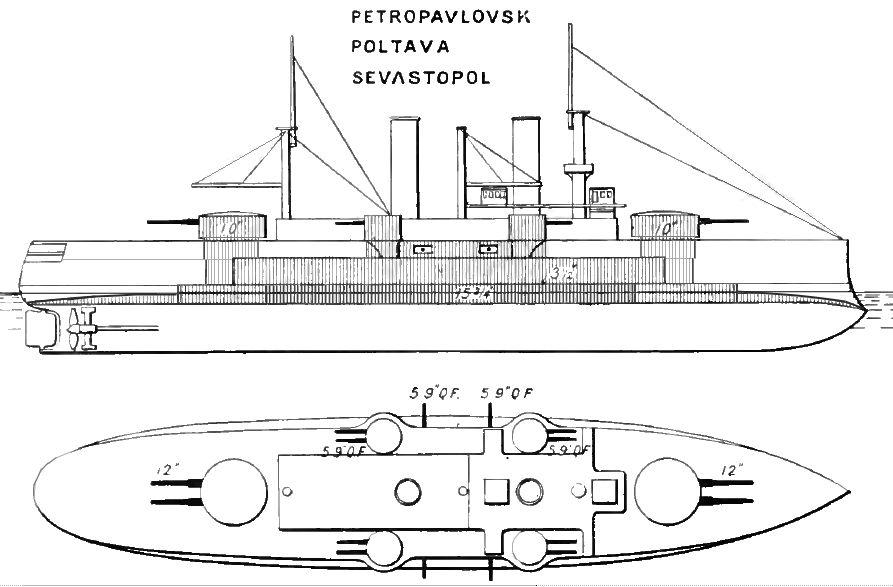
布拉西海军年鉴1902年版所刊载彼得罗巴甫洛夫斯克级的右视图和顶视图

### 概要
本级舰全长112.6米、宽21.3米、最大吃水8.6米。设计排水量10,960長噸（11,136公噸），实际建成时各舰超重400到900吨不等。舰体采用全通甲板设计，这也是俄国海军第一批全通甲板的军舰。部分船体采用了双层船底。舰内分为10个水密舱段。轮机舱由一个隔舱分成左右两部分。船体上部，即主甲板和顶层甲板之间的部分作内倾设计；相比起从水线以上就开始内倾的法式设计，本级内倾幅度要小得多。本级各舰拥有着比较高的穩心高度，达到了5.43英尺（1.66），航海性能良好。舰上一般定员为26-27名军官，605-625名水手；首舰彼得罗巴甫洛夫斯克号因为经常作为旗舰使用，乘员可达750人。
本级前两舰共搭载14座圆形锅炉，可以提供压力为8.8標準大氣壓（892千帕斯卡；129磅力每平方英寸）的蒸汽。三号舰塞瓦斯托波尔号与前两艘不同，安装了16座锅炉。全舰共装备两台垂直三段膨胀式蒸汽机，每台各推动一根推进轴。设计动力为10,600匹指示馬力（7,904千瓦特），理论航速16節（30每小時）。前两艘采用的是英国进口的蒸汽机，实际功率都略超过了设计值：彼得罗巴甫洛夫斯克号海试时实际功率11,255匹指示馬力（8,393千瓦特），12小时平均航速16.38節（30.34每小時）；波尔塔瓦号也录得了11,213匹指示馬力（8,362千瓦特），16.29節（30.17每小時）。塞瓦斯托波尔号则是用的国产引擎，尽管多了两座锅炉，依然只能达到9,368匹指示馬力（6,986千瓦特），15.3節（28.3每小時）。由于塞瓦斯托波尔号所采用的轮机形式是由海军部指定的，因此尽管实际值显著低于指标，海军部也不好按合同对承建厂商罚款，最后不了了之。本级各舰可以搭载1,050長噸（1,067公噸）燃煤，10節（19每小時）经济航速下续航距离3,750海里（6,940）。

### 武器

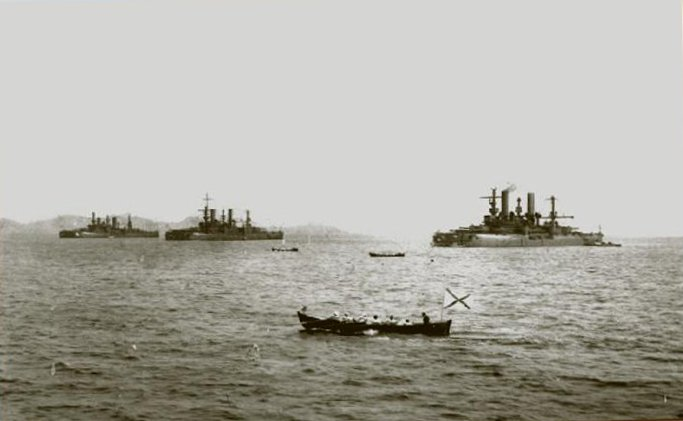
塞瓦斯托波尔号、波尔塔瓦号和彼得罗巴甫洛夫斯克号（右）

本级主炮为4门40倍径12英寸（305）炮，分别安装在前后的两个双联装炮塔内。火炮的转向和装填均靠水压驱动，不过弹药从弹药库提升至炮塔内这一段是用电力驱动。设计射速90秒每发，实际发射速度只能达到设计值的一半，即大约3分钟一发。炮塔的结构也存在问题，对于大装药炮弹的防护能力很差，需要重新设计进行加强。火炮最大仰角15°，左右幅度270°。每门炮备弹58发，弹重331.7公斤，初速792米/秒，最大射程1万0980米。
副炮为12门加奈1892年式45倍径6英寸（152）速射炮，其中8门位于上层甲板，安装在4座双联装炮塔内；另4门安装在中部舷侧第二层甲板处，仅有炮位，没有装甲防护。有炮塔的8门火炮其转向和炮弹运输为电力驱动，不过火炮俯仰角调整依然需要靠人力控制。装在炮塔内的8门炮射速大约是每分钟2-3发，差不多是舷侧4门的一半；而运输炮弹的电机故障频仍，经常会使得射速下降到只有每分钟1发。这8门炮水平射界135°，最大仰角15°，最大俯角5°；舷侧4门水平射界100°。每门炮备弹200发。弹重41.46公斤，初速792.5米/秒，火炮单独测试时在仰角20°的情况下射程1万1523米。
此外为了防备鱼雷艇，舰上还有大量轻型武器，包括12门哈奇开斯47毫米3磅炮（塞瓦斯托波尔号上只有10门），遍布舷侧以及上层建筑；还有28门马克沁37毫米速射炮，安装在上层建筑和作战桅盘上。
本级的鱼雷武器包括6具鱼雷发射管。4具15英寸（381）鱼雷管位于舷侧水上，其中前部的两具靠近主炮，没有装甲防护；位置靠后的地方另有两具，由上层装甲甲板提供保护。还有两具18英寸（457）鱼雷管位于水下舷侧，受水线装甲带保护，位置在前部主炮弹药库前。另外还可以携带50颗水雷。
船上还常备有两门63.5毫米舢板炮，既可以安装在舷侧，也可以安装在小车上以供陆战使用。
本级都安装了柳若尔（Liuzhol）式视距测距仪，利用敌舰垂直的两点之间的角度来得出双方距离；通常测量点选择水线和主桅横梁。舰上的炮术军官在查问其助手得出距离后，计算出所需的仰角和提前量，然后通过盖斯勒式电磁-机械式火控传输系统，将其命令传达给各门火炮或者炮塔。

### 防护

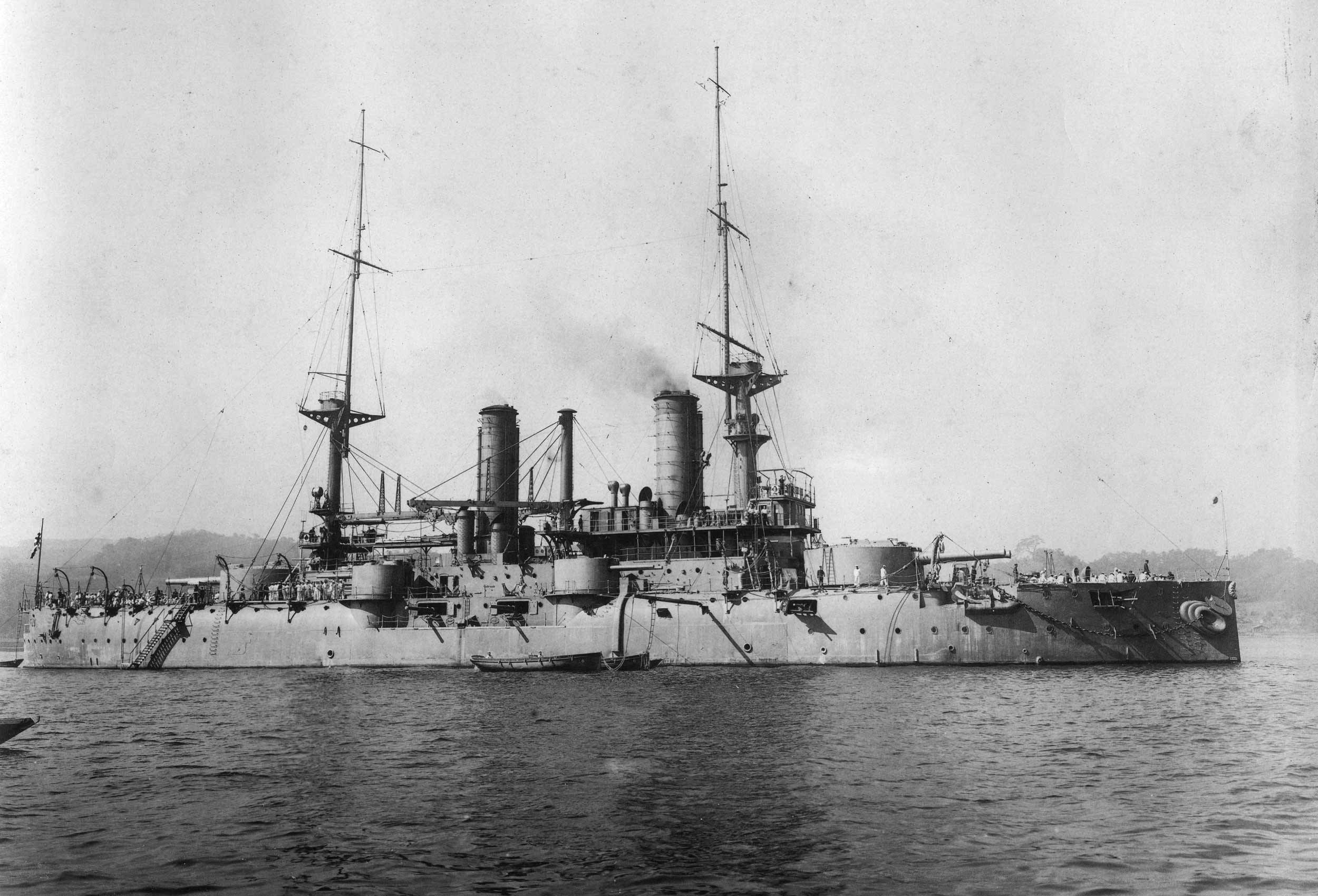
锚泊中的丹後号，1908-1909年

在本级舰开始建造时，俄国本国钢铁企业尚未掌握厚钢板的制造方法，因此俄国政府向德国和美国的钢铁企业进行采购；尽管如此，相关制造厂商也没有足够的产能同时供应3艘主力舰。因此各舰的装甲类型都不相同：彼得罗巴甫洛夫斯克号使用的是常规的镍钢，塞瓦斯托波尔号采用哈维渗碳钢，而波尔塔瓦号用上了最新式的克虏伯渗碳钢。
彼得罗巴甫洛夫斯克号方面，轮机舱位置的水线装甲带最厚达16英寸（406），到弹药库收窄到12英寸（305）。装甲带的底部厚度减少到8英寸（203）。后两艘的装甲最厚为14.5英寸（368），弹药库位置为10英寸（254），底部则是7.25英寸（184）。水线装甲带长73米，高2.3米，上层的36英寸（914）应该在水线以上。水线装甲带两端的隔舱壁厚9英寸（229），隔舱壁以外的部分没有装甲防护。水线装甲带上方为5英寸（127）厚的装甲板带，长度为两座主炮炮塔的距离，高度为7.5英尺（2,286）。上层装甲带的两端由厚5英寸（127）的倾斜装甲板封闭起来，这层倾斜装甲下接水线装甲带的前后隔舱壁，上接炮塔外筒壁。
炮塔方面，波尔塔瓦号用的是克虏伯钢，另两艘用的是镍钢。主炮炮塔侧壁和下方外筒壁厚度为10英寸（254），顶盖厚2英寸（51）。副炮炮塔侧壁5英寸（127），顶盖1英寸（25）；舰体中部的4门副炮没有装甲防护。司令塔侧壁9英寸（229），中央装甲盒厚度为2英寸（51）。装甲盒保护以外的部分用穹甲甲板作为防护，水平部分2.5英寸（64），倾斜部分3英寸（76）。
主炮塔原本装甲重量为446吨，设计人员经过一番修改，将重量减少到了316-328吨（不计火炮，整座炮塔本身重496吨）。但不久就有人发现这方案结构强度不够，只能进行修改补强，最终把原本节省了的重量基本上又加了回去。即使如此，炮塔依然不是很牢靠，在和平时期都很少允许两门火炮同时全装药射击。
原本舷侧的4门副炮没有装甲防护，日俄战争爆发后人们紧急为这4门炮添加了一层3英寸（76）厚的炮盾。但这层额外加上的炮盾没有得到实战的检验，战争中自始至终没有炮弹击中过这一块位置。

## 同级舰
| 舰名                 | 舰名来历               | 建造厂家               | 起工          | 下水          | 服役   | 简历 |
| -------------------- | ---------------------- | ---------------------- | ------------- | ------------- | ------ | --- |
| 彼得罗巴甫洛夫斯克号 | 彼得罗巴甫洛夫斯克会战 | 圣彼得堡伽勒尼岛造船厂 | 1892年5月19日 | 1894年11月9日 | 1901年 | 1904年4月13日触雷沉没 |
| 波尔塔瓦号           | 波爾塔瓦會戰           | 圣彼得堡新海军部船厂   | 1892年5月19日 | 1894年11月6日 | 1903年 | 黄海海战 1904年12月5日坐沉 1905年8月22日加入日本海军 1916年4月重返俄国海军 1917年11月加入布尔什维克 1918年英国干涉军捕获 1920年3月红军重新占领 1924年除籍拆解 |
| 塞瓦斯托波尔号       | 塞瓦斯托波爾圍城戰     | 圣彼得堡伽勒尼岛造船厂 | 1892年5月19日 | 1895年6月1日  | 1902年 | 黄海海战 1905年1月2日自沉 |